# Saint-Saturnin-sur-Loire

Saint-Saturnin-sur-Loire este o comună în departamentul Maine-et-Loire, Franța. În 2009 avea o populație de 1,313 de locuitori.